# Přeckov
Přeckov (en allemand : Pretzkow) est une commune du district de Třebíč, dans la région de Vysočina, en Tchéquie. Sa population s'élevait à 72 habitants en 2020.

## Géographie
Přeckov se trouve à 7 km au sud-sud-est de Třebíč, à 27 km au sud-est de Jihlava et à 140,5 km au sud-est de Prague.
La commune est limitée par Hroznatín au nord, par Rudíkov à l'est, par Trnava au sud, et par Horní Vilémovice à l'ouest.

## Histoire
La première mention écrite de la localité date de 1360.

## Transports
Par la route, Přeckov se trouve à 12 km de Třebíč, à 35 km de Jihlava et à 161 km de Prague.